# Циклоидальное зубчатое колесо

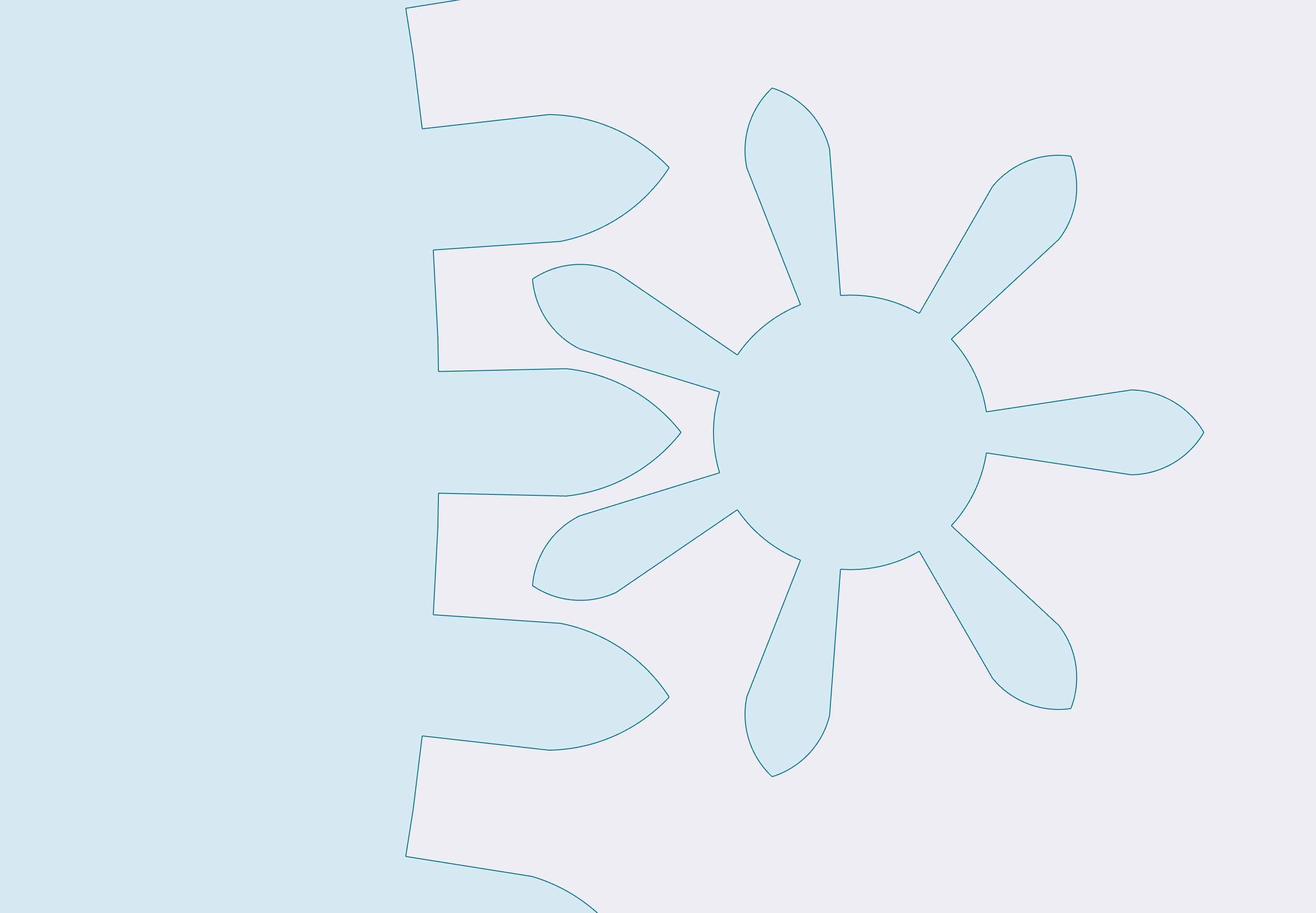
Чертеж, показывающий профиль зуба колеса и триба с циклоидальным зацеплением

Циклоида́льное зубча́тое колесо́ — это зубча́тое колесо́ с профилем зуба, очерченным по цикло́иде. Такое зацепление используется в механических часа́х (настенных, настольных и т. п.) и нару́чных часа́х, в отличие от эвольве́нтного зацепле́ния, применяемого в большинстве других механизмов. Циклоидальное зацепление имеет преимущества перед эвольвентным в таких применениях: его элементы можно изготавливать плоскими (что облегчает полировку и, следовательно, снижает трение) и оно имеет меньше точек контакта (что также снижает трение и износ).
Профиль зубьев таких колес основан на кривых эпицикло́иды и гипоцикло́иды, которые образуются качением производящей окружности по внешней и внутренней стороне другой окружности (направляющей), соответственно.

## Характеристики
Когда два зубчатых колеса входят в зацепление, можно провести воображаемую окружность, делительную окружность, вокруг центра каждого колеса через точку, где их зубья контактируют. Кривые зубьев вне делительной окружности известны как аддендум (головка зуба), а кривые впадин зубьев внутри делительной окружности — как дедендум (ножка зуба). Головка зуба одного колеса входит во впадину (описываемую дедендумом) другого колеса.
В циклоидальном зацеплении головки зубьев колеса представляют собой выпуклые эпициклоидальные кривые, а профиль впадин триба — вогнутые гипоциклоидальные кривые, образованные одной и той же производящей окружностью. Это обеспечивает передачу движения от одного колеса к другому с локально постоянной угловой скоростью.
Размер производящей окружности может быть выбран произвольно, в основном независимо от числа зубьев.

Построение двухкулачкового циклоидального ротора (применимо к компрессору Рутса). Красная кривая — эпициклоида, синяя кривая — гипоциклоида.

Одним из крайних случаев применения таких профилей является компрессор Рутса — форма циклоидального зацепления, где отношение делительного диаметра к диаметру производящей окружности равно удвоенному числу кулачков (лопастей). В двухкулачковом компрессоре диаметр производящей окружности равен одной четверти диаметра делительных окружностей, а зубья образуют полные дуги эпи- и гипоциклоид.

## Применение в часовом деле
Циклоидальное зацепление используется в производстве часов по трем причинам.
1. Для уменьшения трения зубья колес и трибов часовых механизмов требуют полировки. Конструкция циклоидальных зубчатых колёс позволяет делать поверхности зубьев трибов плоскими (радиальными). Это облегчает их полировку без существенного изменения профиля.
2. Зубчатые передачи, используемые в часах, часто состоят из нескольких ступеней колес и трибов, при этом трибы имеют малое число зубьев. При использовании эвольвентного профиля для таких трибов возникло бы подрезание ножки зуба, что сделало бы их слишком хрупкими и сложными в изготовлении.
3. Важнейшим аспектом проектирования часовых механизмов является минимизация трения. Зубья эвольвентного зацепления часто контактируют одновременно в 2-3 точках. Циклоидальное зацепление можно спроектировать так, чтобы было только 1-2 точки контакта. Поскольку в этих точках зацепления всегда присутствует трение, циклоидальные профили предпочтительнее в часовом деле (хорологии). Зубья в часовых передачах обычно не смазываются (смазываются только их цапфы). Вязкость масла может отрицательно влиять на точность хода часов. Кроме того, поскольку эти механизмы рассчитаны на непрерывную работу в течение многих лет между обслуживаниями, смазка может загрязниться частицами пыли и мусора и фактически превратиться в абразивную пасту. Это может повредить колеса и трибы до такой степени, что потребуется их замена. Однако даже хорошо изготовленные циклоидальные колеса и трибы подвержены этому износу из-за трения, грязи и миграции масла из опор цапф и других мест. Это одна из причин, почему регулярное обслуживание часов необходимо для их точности и долговечности[1].

В часовом деле диаметр производящей окружности обычно выбирают равным половине делительного диаметра одного из зубчатых колес (чаще — триба). В результате дедендум (профиль ножки зуба) представляет собой простую прямую радиальную линию, и поэтому его легко обрабатывать и полировать ручными инструментами. Аддендум (профиль головки зуба) при этом не является полной эпициклоидой, а состоит из участков двух разных эпициклоид, пересекающихся в точке, образуя профиль зуба в виде «готической арки».
Недостатком этой формы зацепления является то, что точное зацепление происходит только на делительной окружности, вследствие чего там, где вероятны вибрации, обычно предпочитают эвольвентный профиль. Однако в часовом деле, особенно до внедрения массового производства, было обычной практикой изготавливать пару колес (или колесо и фонарный триб) и затем использовать инструмент для подбора межцентрового расстояния (англ. depthing tool), чтобы разметить положение опор на платине: это межцентровое расстояние было правильным именно для этой конкретной пары колес, а не для какой-либо другой.

## Изобретение
Существуют некоторые разногласия относительно изобретения циклоидального зацепления. Среди причастных к этому называют Жерара Дезарга, Филиппа де Ла Ира, Оле Рёмера и Шарля Этьенна Луи Камю.

## Связь с эвольвентным зацеплением
Циклоида (используемая для формы боковой поверхности зуба циклоидального колеса) строится качением производящей окружности по основной окружности (или «направляющей окружности»). Если диаметр этой производящей окружности выбрать бесконечно большим, получится катящаяся прямая. Полученная в результате кривая называется эвольвентой, а зацепление — эвольвентным. В этом смысле эвольвентное зацепление является лишь частным случаем циклоидального зацепления.